# Niphona gracilior
Niphona gracilior es una especie de escarabajo longicornio del género Niphona, tribu Pteropliini, subfamilia Lamiinae. Fue descrita científicamente por Breuning en 1952.

## Descripción
Mide 9-13 milímetros de longitud.

## Distribución
Se distribuye por República Democrática del Congo.